# Bob el perro ferroviario
Bob el perro ferroviario ("Bob the Railway Dog" en inglés, también conocido como "Terowie Bob") es parte de la historia popular de los Ferrocarriles de Australia del Sur, por cuya red viajó a finales del siglo XIX durante más de una década, acompañando a los maquinistas. Era muy conocido entre los ferroviarios de la época y pasó a ser parte del folclore de la zona, siendo conmemorado en distintas ocasiones.

## Vida
Bob experimentó por primera vez la vida ferroviaria cuando, siendo un perro joven, comenzó a seguir a los trabajadores que construían el ferrocarril cerca de la localidad de Strathalbyn (Australia del Sur). A pesar de que los obreros lo devolvieron varias veces a su dueño en el pub del Hotel Macclesfield, el perro acabaría desapareciendo de allí cuando tenía alrededor de nueve meses de edad.
Su verdadera carrera ferroviaria parece haber comenzado poco después de ser enviado desde Adelaida, junto con otros cincuenta perros, a Quorn, para exterminar una plaga de conejos cerca de Carrieton. Se cree que Bob fue recogido posteriormente como perro callejero en Adelaida. Fue cambiado (aunque se ha sugerido que "se escapó de la manada") por otro perro, obtenido como perro callejero de la policía en Puerto Augusta por William Seth Ferry, que entonces trabajaba como guardia especial en la estación de Petersburg, como se conocía entonces a Peterborough. Ferry "lo registró de inmediato", y consta que adquirió a Bob el 24 de septiembre de 1884.
Finalmente, William Ferry, sobrino de Seth Ferry, el famoso preparador de caballos, fue ascendido a jefe de estación asistente de Petersburg en febrero de 1885, momento en el que Bob ya se había acostumbrado a viajar en tren.

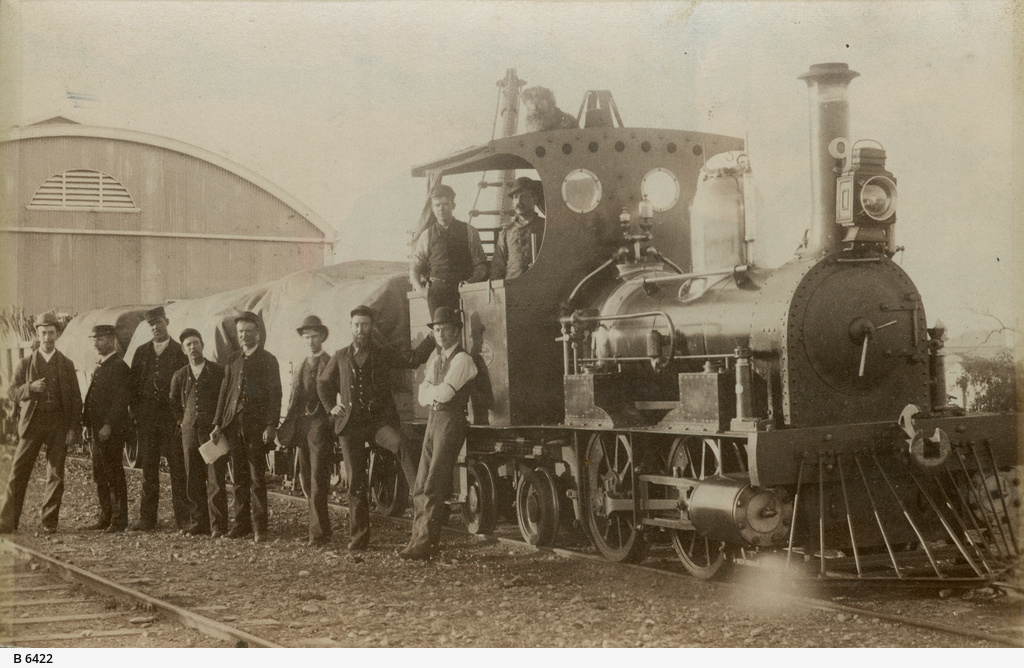
Bob, el perro ferroviario, en lo alto de una locomotora en Port Augusta

Se sabía que Bob se aventuraba a ir y volver de Petersburg a menudo, sentado en la parte delantera del espacio reservado para el carbón en el ténder de la locomotora, viajando muchos miles de kilómetros. Según el Petersburg Time "Su lugar favorito en una locomotora Yankee era el gran silbato y la chimenea que emitía roncos sonidos, que parecían ejercer una atracción irresistible sobre él... vivía de lo que buenamente podía encontrar y no le importaba quién le ofreciera su cena".
A Bob no le gustaban las locomotoras suburbanas debido a sus cabinas estrechas, pero se sabía que despejaba los compartimentos de tercera clase para su uso exclusivo "ladrando vigorosamente en todas las estaciones, generalmente logrando convencer a los pasajeros que iban a viajar de que el vagón había sido reservado para su beneficio especial". "Su ladrido era fuerte y a menudo hacía que los extraños creyeran que estaba siendo agresivo cuando en realidad pretendía ser amistoso". No tenía amo, pero los maquinistas (con quienes parecía tener una afinidad especial) y los ferroviarios se hicieron sus amigos y le permitieron viajar "gratis, como a un político".
Algunas fuentes sugieren que los viajes de Bob lo llevaron a todos los estados continentales de Australia, siendo visto en lugares tan lejanos como Oodnadatta, Queensland e incluso Australia Occidental (dado que no había conexión ferroviaria en ese momento, esto es poco probable). Sin embargo, se señaló que había realizado "varios viajes por el río Murray y alrededor de la costa". Estuvo presente en la inauguración del ferrocarril entre Petersburg y Broken Hill, como "invitado distinguido en la Exposición de Melbourne en 1881". Dado que no fue adquirido por Ferry hasta 1884, no está claro si este era realmente "Bob" (aunque la fuente puede haber confundido el evento de 1880 con la Exposición del Centenario de Melbourne de 1888 que se celebró en el edificio construido para el evento de 1880).

## Accidentes
Bob es conocido por haber sufrido varios percances. Al principio de su carrera, tuvo varias caídas, después de las cuales perfeccionó sus habilidades saltando sobre una locomotora o de una a otra, incluso mientras se movían. En una ocasión, se dice que se cayó de una locomotora que viajaba entre Manoora y Saddleworth, y logró caminar dos millas hasta Saddleworth con una pierna herida.
En Port Pirie, su cola se atascó, no se sabe exactamente dónde. En otro incidente, se dice que Bob perdió una pulgada de su cola después de resbalarse, y en otro viaje, su abrigo se incendió.
Se dice que durante una estadía en Adelaida, Bob pasó un tiempo en Goodwood Cabin y, después de tropezar por las escaleras de la cabina, comenzó a rodar por debajo y hacia afuera por el otro lado de un tren que pasaba.
También se publicó que durante una de sus visitas a Port Augusta, el perro tomó un barco de vapor a Port Pirie después de confundir aparentemente el silbato del barco con el de una locomotora.
El The Petersburg Times registró que "sólo durante un invierno se veía miserable, cuando un empleado (en período de prueba) le cortó todo el pelo excepto el del cuello y la punta de la cola. Se suponía que debía parecer un león diminuto, pero su voz lo delataba".

## Linaje
Varios informes posteriores sugieren que, si bien Bob era "de buena crianza", probablemente era un koolie cruzado con un Smithfield. Otros afirman que era un collie barbudo.
Un corresponsal, Henry Hollamby de Macclesfield, afirmó en el  Southern Argus que él era el criador y que "el padre de Bob era un perro collie alemán". Escribe que le pasó el perro al dueño del Hotel Macclesfield, James Mott. Una investigación posterior de Parker parece apoyar esta afirmación.

## Poema
El siguiente poema fue publicado
en The Advertiser el 17 de agosto de 1895:

Home-keeping dogs have homely wits,

Their notions tame and poor;

I scorn the dog who humbly sits

Before the cottage door,

Or those who weary vigils keep,

Or follow lowly kine;

A dreary life midst stupid sheep

Shall ne'er be lot of mine.

For free from thrall I travel far,

No fixed abode I own;

I leap aboard a railway car;

By every one I'm known;

Today I'm here, tomorrow brings

Me miles and miles away;

Borne swiftly on steam's rushing wings,

I see fresh friends each day.

Each driver from the footplate hails

My coming with delight;

I gain from all upon the rails;

A welcome ever bright;

I share the perils of the line

With mates from end to end,

Who would not for a silver mine

Have harm befall their friend.

Let other dogs snarl and fight,

And round the city prowl,

Or render hideous the night

With unmelodious howl.

I have a cheery bark for all,

No ties my travels clog;

I hear the whistle, that's the call

For Bob, the driver's dog.
Los perros que cuidan el hogar tienen ingenios caseros,

sus nociones son mansas y pobres;

desprecio al perro que se sienta humildemente

ante la puerta de la cabaña,

o a aquellos que mantienen vigilias cansadas,

o siguen a vacas humildes;

una vida aburrida entre ovejas estúpidas

nunca será mi suerte.

Porque libre de esclavitud viajo lejos,

no tengo morada fija;

salto a bordo de un vagón de tren;

por todos soy conocido;

hoy estoy aquí, mañana me trae

millas y millas de distancia;

llevado velozmente por las impetuosas alas del vapor,

veo nuevos amigos cada día.

Todos los maquinistas desde la plataforma saludan

mi llegada con alegría;

recibo de todos sobre los rieles;

una bienvenida siempre brillante;

comparto los peligros de la línea

con compañeros de punta a punta,

que por una mina de plata

no permitirían que su amigo sufriera daño.

Que otros perros gruñen y luchen,

y merodeen por la ciudad,

o que vuelvan horrible la noche

con aullidos sordos.

Tengo un ladrido alegre para todos,

sin ataduras que obstruyan mis viajes;

oigo el silbido, esa es la llamada

para Bob, el perro del maquinista.

## Collar

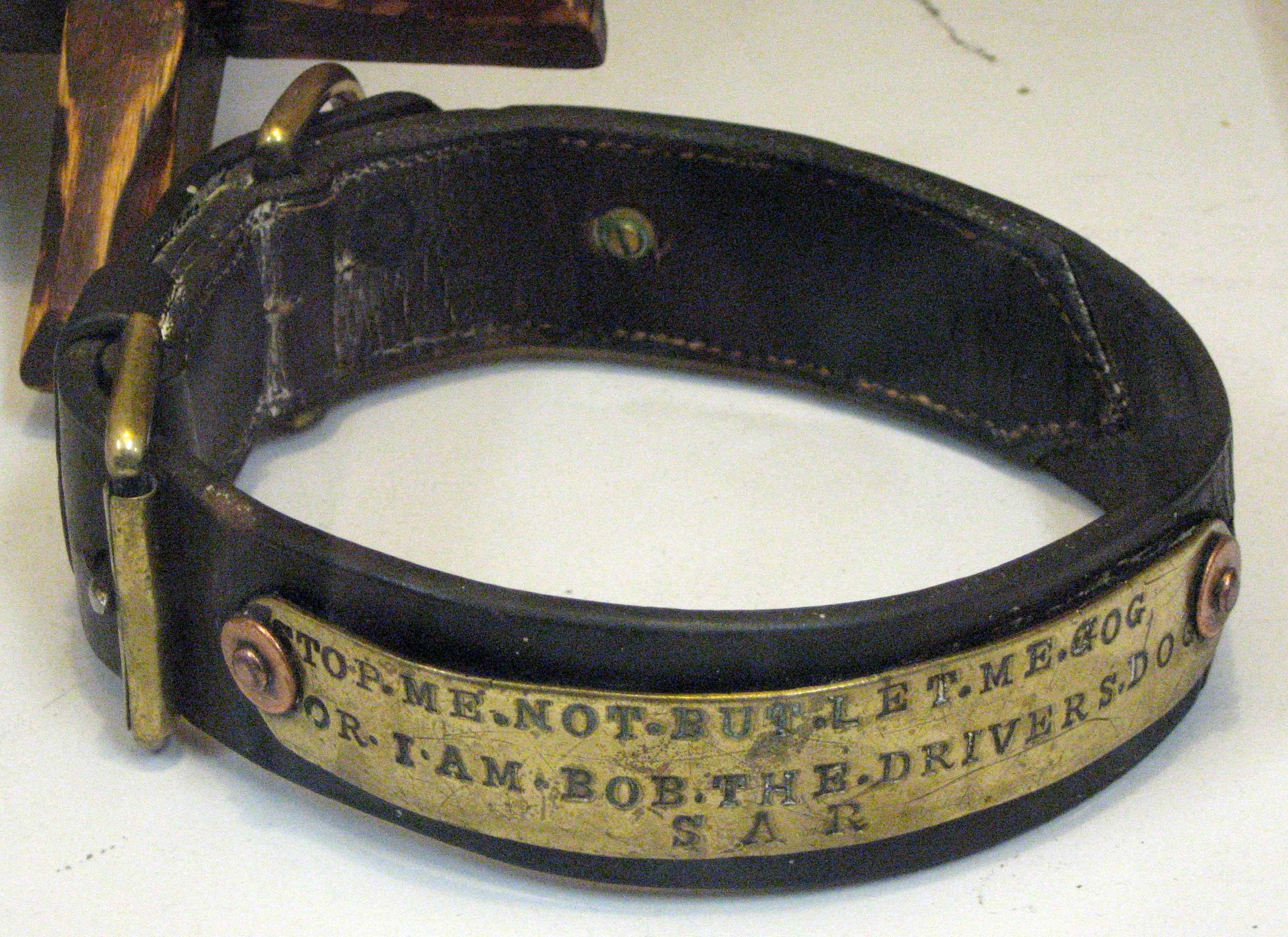
El collar de Bob, exhibido en el NRM de Adelaida

Bob recibió un collar comprado por un viajante de comercio que se había encaprichado de él después de que un granjero lo "secuestrara". Además de dos colgantes, se remacharon dos placas de bronce al propio collar. Tenían la inscripción:
No me detengas, pero déjame correr, porque soy Bob, el perro del maquinista
y
Presentado por McLean Bros & Ricc
La placa de bronce fue hecha por "un trabajador del bronce del servicio ferroviario". Se ha sugerido que el poema fue escrito por Ferry y por su sobrino.
Parker también señala que los ferroviarios de Terowie siempre habían mantenido el registro del perro después de que Ferry se fuera (Ferry pasó a ser asistente del jefe de estación en la Land Company en Mount Barker -Australia Occidental- en 1889); y que Ferry comentó que "alguien debió recoger al perro en Alberton, porque nunca lo volví a ver después".

## Muerte
Se informó que Bob murió el 29 de julio de 1895. The Advertiser publicó que se había retirado a Adelaida, donde se sabía que cenaba regularmente en una carnicería, dirigida por el Sr. Evans, en Hindley Street, hasta su muerte a la edad de 17 años. The Chronicle señala que después de su té de la tarde, "se escuchó a Bob ladrarle a un perro que pasaba, y luego, con un aullido lastimero, cayó muerto". Fue elogiado en otros países, como Gran Bretaña, y fue alabado como "el rey de los marginados".
Otras fuentes afirman que Bob vivió el resto de sus días en el Tranvía de Silverton, que conectaba Broken Hill con los Ferrocarriles del Sur de Australia y Petersburg.
A su muerte, su cuerpo fue preservado y luego exhibido en el Exchange Hotel de Adelaida. Su collar fue entregado inicialmente al alcalde de Adelaida, pero luego pasó a la Unión Federada Australiana de Maquinistas de Locomotoras.

## Presente

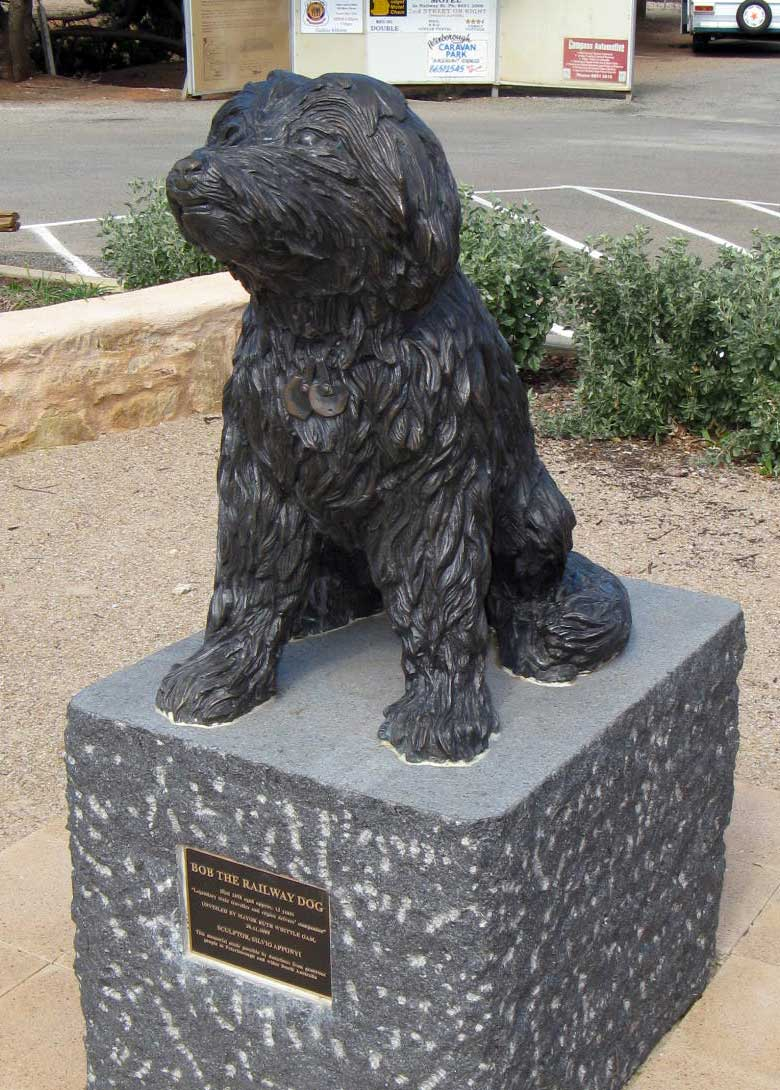
Estatua de Bob en la Main Street de Peterborough

Hoy en día, tanto los trabajadores del ferrocarril como los historiadores recuerdan a Bob. Su collar se expone en el Museo Nacional del Ferrocarril, Puerto Adelaida, junto con fotografías y otros objetos.
En 2009, la comunidad local de Peterborough, como se conoce ahora a Petersburg, recaudó fondos para una estatua de Bob, que se inauguró en noviembre y se encuentra en el extremo este de la "Main Street".
Bob es conmemorado en la localidad de Terowie a través de una serie de paneles informativos, etiquetados como "Bob the Railway Dog Trail", en varios puntos de interés de la ciudad.

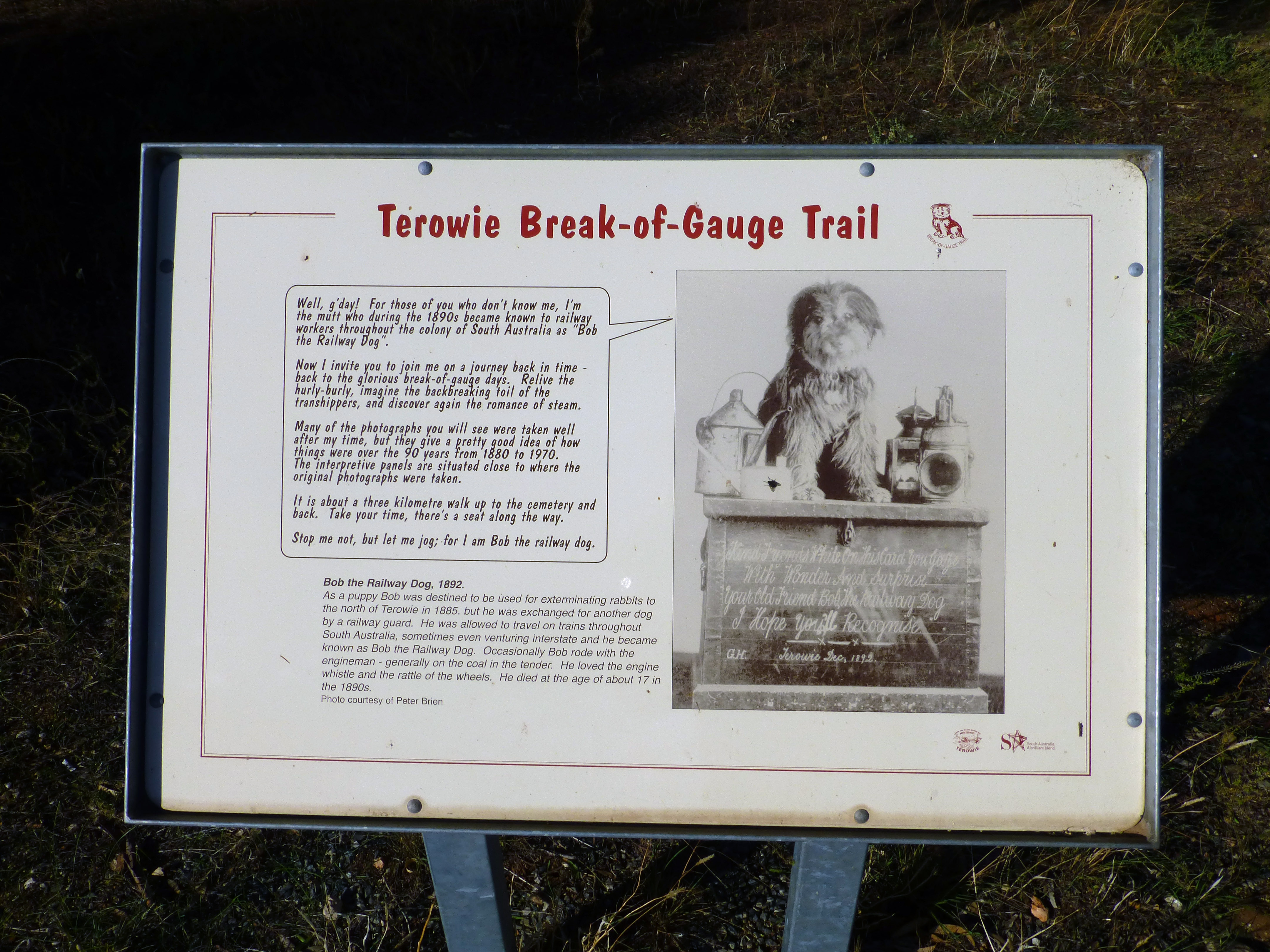
Bob's Trail – Terowie SA

La historia de Bob ha sido objeto de una obra de ficción publicada en 2011.

## Otros "Bobs"
Patsy Adam-Smith sugirió que la historia de Bob puede no ser única. Señala que la correspondencia en un "periódico de Adelaida" recordaba haber visto un libro del siglo XVIII que describía a un perro que trabajaba con el cuerpo de bomberos. La placa llevaba una leyenda similar: "No me detengas, pero adelante déjame correr, porque soy Bob, el perro de los bomberos de Londres".
Un poema relacionado con Bob, el perro de los bomberos, publicado en un periódico de Nueva Zelanda en 1877, da cierta credibilidad a la historia.
También estaba Bob, el perro de la guardia de fusileros escoceses de Su Majestad, y Greyfriars Bobby de Escocia, también inmortalizado en bronce.
Bobbie el perro maravilla fue elogiado por su lealtad, tras realizar un viaje de 2551 millas (4105,4 km) para regresar a la casa de su amo.